# Sings America's Rockin' Hits
Albums de Johnny Hallyday
Salut les copains
(1961) Les Bras en croix
(1963)
Singles
1. I Got A Woman - Be Bop A Lula - Maybelline - Blueberry Hill (EP)
Sortie : mars 1962

Sings America's Rockin' Hits est le troisième album studio de Johnny Hallyday. Enregistré à Nashville, il sort le 27 avril 1962.
L'album est réalisé par Shelby Singleton (en).

## Histoire
Du 17 au 20 février, Johnny Hallyday, pour la première fois à Nashville, au studio Bradley Recording Studio, enregistre en prise directe, seize chansons entièrement interprétées en anglais. À l'exception de l'adaptation anglaise de Retiens la nuit, il s'agit de reprises de standards américains. L'album, fait de rock 'n' roll et de ballades, propose douze titres. Les quatre autres sont diffusées sur divers 45 tours dans plusieurs pays ; en France, elles restent inédites durant près de trente années.
L'album n'étant pas uniquement destiné au public français (alors encore peu friand de chanson anglo-saxonne), sort dans plusieurs pays à travers le monde. Il témoigne de l'ambition d'Hallyday de percer sur le marché international, notamment aux États-Unis, où durant le premier semestre, Johnny effectue une tournée de promotion dans plusieurs villes, où il participe à de nombreuses émissions radiophoniques et chante à la télévision dans l'émission Ed Sullivan Show.
En France, la sortie de l'album est précédée par la diffusion, en mars, d'un super 45 tours nommé Johnny à New York, (Nashville évoque alors peu de choses au public français).
En mai, le chanteur revient à Nashville et enregistre seize autres chansons, dont la plupart resteront longtemps inédites. 

## Autour de l'album
- Références originales :
- France :
  - LP édition mono : Philips B 77387L
  - LP édition stéréo : Philips 840 511 BY
- En 1968, l'album est réédité sous la référence : Philips 844832 ; Il connait également une édition sous le titre Johnny à Nashville, (dans le cadre de la collection La fantastique épopée du rock) : référence : Philips 844922, puis Philips 6325 188.
- CD édition 2000 (16 titres) : Universal Philips 546 951-2
- CD édition 2013 : RDM Edition CD698

- EP Johnny à New York : I Got A Woman - Be Bop A Lula - Maybelline - Blueberry Hill
  - référence originale : Philips 432761
  - 45 tours promo hors-commerce I Got A Woman - Be Bop A Lula, référence originale : Philips 372975
  - 45 tours promo hors-commerce Maybelline - Blueberry Hill, référence originale : Philips 372976
  - 45 tours promo hors-commerce  Shake The And Of The Fool  - Take Good Care Of My Baby, référence originale : Philips 372977
- États-Unis :
  - LP version mono référence originale : PHM-200-019
  - LP version stéréo référence originale : Philips PHS-600-019
  - 45 tours : Hold Back The Sun - Shake The Hand Of A Fool, référence originale : Philips 40014
  - 45 tours : I Got A Woman - Be Bop A Lula, référence originale : Philips 40024
  - 45 tours : Maybelline - Blueberry Hill, référence originale : Philips 40025
- Angleterre :
  - LP Philips 77387 (la pochette est différente)
  - EP Whole Lotta Shakin' Goin' On - Bill Bayley -  I Got A Women - Be bop A Lula, référence originale : Philips 432813
  - 45 tours : Hold Back The Sun - Shake The Hand Of A Fool, référence originale : Philips 304000
- L'album sort aussi dans les pays suivants :
- Argentine :
  - LP Philips 77387 (cette édition contient quatre titres supplémentaires par rapport à l'édition française). il est diffusé également un EP et un 45 tours 2 titres.
- Australie :
  - LP Philips AA 652004 (Whole Lotta Shakin' Goin' On est remplacé par Hound Dog)
- Brésil
  - LP Philips SLP 9132
- Canada :
  - LP Philips PHM 200019 - (il est également diffusé trois 45 tours 2 titres)
- Chili
  - LP Philips 77387 (Hound Dog remplace Bill Bayley)
- Espagne
  - LP Philips 77387 - il sort aussi deux EP et un 45 tours 2 titres
- Israël
  - LP Philips AN-64-57
- Italie
  - LP Philips 77388 - sous le titre : With The Merry Melody Singers - il est également diffusé trois 45 tours 2 titres
- Japon
  - LP Philips : version mono FL 5038 - version stéréo SFL 7030 - plus deux 45 tours 2 titres
- Nouvelle-Zélande
  - LP Philips : version mono PHM 200019 - version stéréo PHS 600019
- Pays-Bas
  - LP Philips 77388 - sous le titre : With The Merry Melody Singers - il sort aussi un EP et un 45 tours 2 titres
- Pérou
  - LP Philips PHM 200019 - + un SP
- Plusieurs titres sont diffusés uniquement en 45 tours en Afrique du Sud, Allemagne, Danemark et Yougoslavie.

## Liste des titres
| 1.  | Shake The Hand Of A Fool       | Margie Singleton (en)                          | 2:43 |
| 2.  | Blueberry Hill                 | Al Lewis (en), Larry Stock (en) - Vincent Rose | 2:35 |
| 3.  | Hello Mary Lou (en)            | Gene Pitney                                    | 2:05 |
| 4.  | Feel So Fine (en)              | Leonard Lee                                    | 1:48 |
| 5.  | Take Good Care of My Baby (en) | Carole King - Gerry Goffin                     | 2:20 |
| 6.  | Bill Bailey                    | Margie Singleton - Jerry Kennedy               | 2:04 |
| 7.  | I Got a Woman                  | Ray Charles                                    | 3:10 |
| 8.  | Be Bop a Lula                  | Gene Vincent, Tex Davis                        | 2:36 |
| 9.  | You're Sixteen                 | Dick Sherman - Bob Sherman                     | 2:18 |
| 10. | Whole Lotta Shakin' Goin' On   | Dave Williams, Sunny David                     | 2:32 |
| 11. | Maybellene                     | Chuck Berry - Russ Fratto - Alan Freed         | 2:02 |
| 12. | Diana                          | Paul Anka                                      | 2:20 |

- Les titres restés inédits :

| No | Titre                               | Paroles                       | Musique                               | Durée |
| -- | ----------------------------------- | ----------------------------- | ------------------------------------- | ----- |
| 1. | Hold Back The Sun (Retiens la nuit) | Margie Singleton (adaptation) | Georges Garvarentz - Charles Aznavour | 2:45  |
| 2. | Garden Of Love                      | Gene Pitney                   | Gene Pitney                           | 2:05  |
| 3. | Hound Dog                           | Leiber - Mike Stoller         | Leiber - Mike Stoller                 | 2:10  |
| 4. | Tender Years                        | Darrell Edwards               | Darrell Edwards                       |       |

## Musiciens
Jerry Kennedy Orchestra :
- Guitares : Jerry Kennedy, Grady Martin, Harold Bradley
- Basse : Bob Moore
- Piano : Floyd Kramer
- Orgue : Ray Stevens
- Saxophone : Boots Randolph, Billy Justis
- Harmonica : Charlie McCoy
- Batterie : Buddy Harman

Chœurs : 
- Merry Melody Singers
- The Jordanaires

## Classements hebdomadaires
| Classement (2000) | Meilleure position |
| ----------------- | ------------------ |
| France (SNEP)     | 30                 |